# Pseudochondrostoma duriense

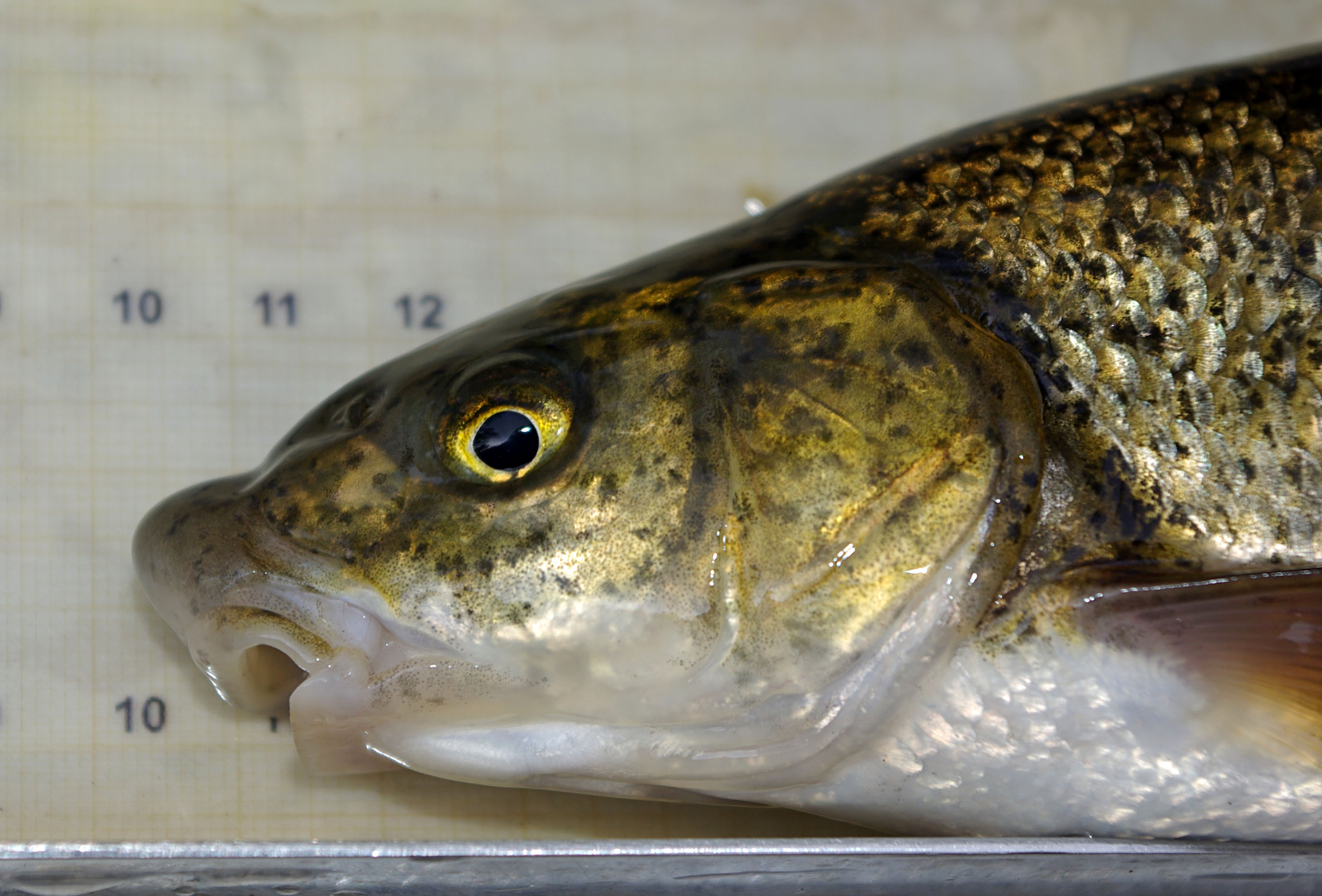
Particolare della testa

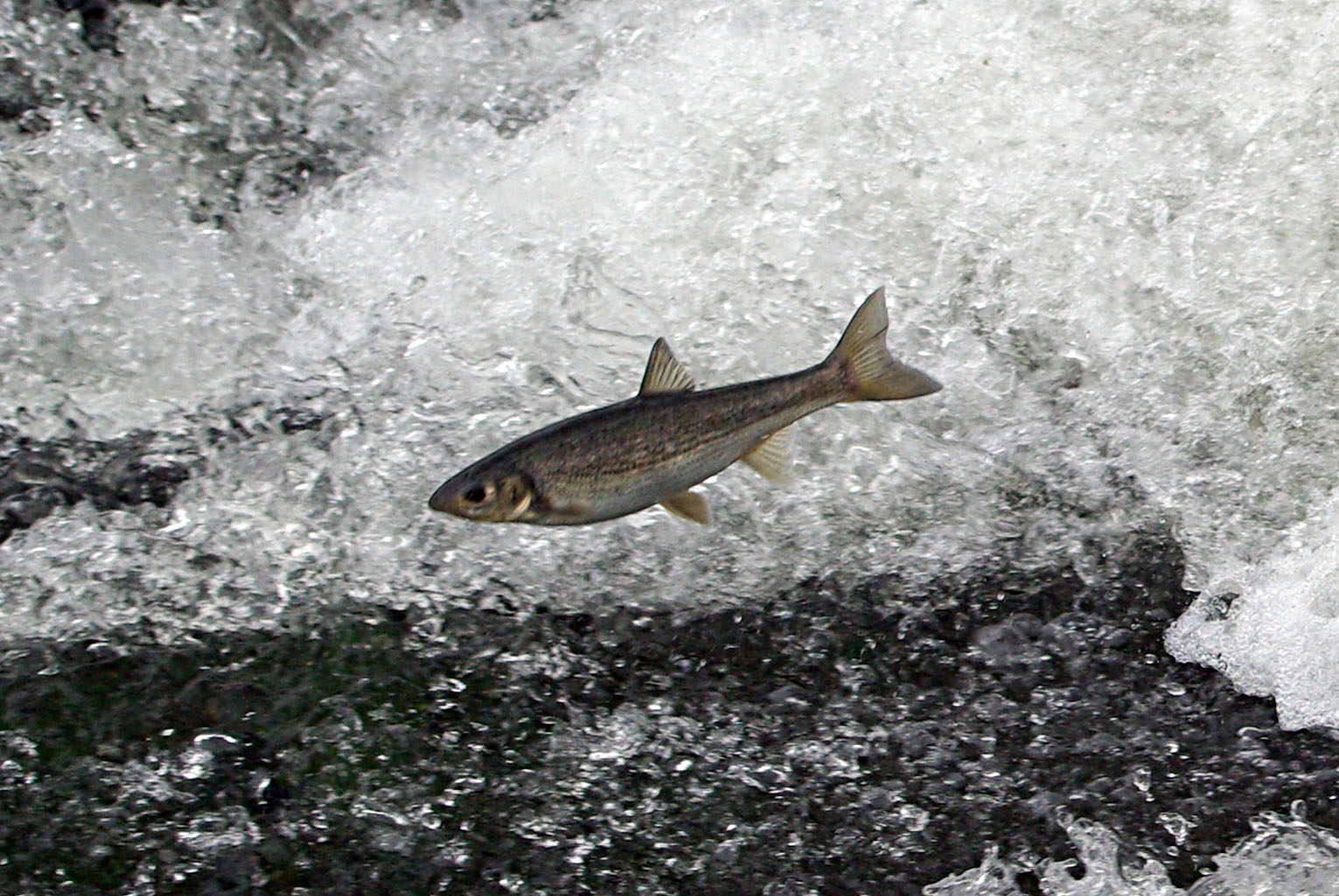

La lasca del fiume Duero (Pseudochondrostoma duriense Coelho, 1985) è un pesce d'acqua dolce appartenente alla famiglia Cyprinidae.

## Distribuzione e habitat
Questa specie è endemica della penisola Iberica settentrionale: bacini dei fiumi Douro, Eo, Masma, Oro, Eume, Allones, Donas, Tambre, Ulla, Umia, Minho, Limia, Cávado e Ave. Abita i tratti fluviali collinari, in ambienti caratterizzati da corrente vivace.

## Descrizione
È simile agli altri appartenenti al genere Pseudochondrostoma come P. willkommii da cui si distingue soprattutto per il peduncolo caudale più spesso, per il numero di scaglie lungo la linea laterale e per il numero di raggi divisi nella pinna anale. 

Presenta una livrea argentea con riflessi gialli o bruni. Gli esemplari portoghesi e della Galizia hanno numerosi punti neri su dorso e fianchi. 

Le dimensioni massime toccano i 40 cm.

## Riproduzione
Si riproduce in primavera ed effettua lunghe migrazioni in occasione della fregola, epoca in cui diventa gregario.

## Alimentazione
Si tratta di una specie prevalentemente vegetariana che integra la sua dieta con piccoli invertebrati.

## Conservazione
Si tratta di una specie classificata come "vulnerabile": le minacce principali sono la costruzione di dighe, la cementificazione degli alvei dei torrenti e l'introduzione di predatori alloctoni come il luccio, il persico trota e il lucioperca.